# Cattedrali a Taiwan
Questa è una lista delle cattedrali a Taiwan.

## Cattedrali cattoliche
| Cattedrale                                         | Arcidiocesi o Diocesi | Località  | Immagine |
| -------------------------------------------------- | --------------------- | --------- | -------- |
| Cattedrale di Nostra Signora del Sacro Cuore       | Diocesi di Hsinchu    | Hsinchu   |          |
| Cattedrale di Maria Aiuto dei Cristiani            | Diocesi di Hwalien    | Hwalien   |          |
| Cattedrale di Nostra Signora del Tempio della Rosa | Diocesi di Kaohsiung  | Kaohsiung |          |
| Cattedrale di San Giovanni                         | Diocesi di Kiayi      | Kiayi     |          |
| Cattedrale di Gesù Salvatore                       | Diocesi di Taichung   | Taichung  |          |
| Cattedrale di Nostra Signora della Cina            | Diocesi di Tainan     | Tainan    |          |
| Cattedrale dell'Immacolata Concezione              | Arcidiocesi di Taipei | Taipei    |          |

## Cattedrale anglicana
| Cattedrale        | Diocesi                      | Città  |
| ----------------- | ---------------------------- | ------ |
| Cattedrale di San | Diocesi episcopale di Taipei | Taipei |